# Ueda Naomichi
Ueda Naomichi (植田 直通 (Thực Điền Trực Thông)) (sinh ngày 24 tháng 10 năm 1994) là một cầu thủ bóng đá người Nhật Bản hiện đang thi đấu ở vị trí trung vệ cho Nîmes Olympique ở Pháp.

## Đội tuyển bóng đá quốc gia Nhật Bản
Ueda Naomichi thi đấu cho đội tuyển bóng đá quốc gia Nhật Bản từ năm 2017.

## Thống kê sự nghiệp
| Đội tuyển bóng đá Nhật Bản | Đội tuyển bóng đá Nhật Bản | Đội tuyển bóng đá Nhật Bản |
| Năm                        | Trận                       | Bàn                        |
| -------------------------- | -------------------------- | -------------------------- |
| 2017                       | 2                          | 0                          |
| 2019                       | 9                          | 0                          |
| 2020                       | 5                          | 1                          |
| Tổng cộng                  | 16                         | 1                          |